# Raya och den sista draken
Raya och den sista draken (engelska: Raya and the Last Dragon) är en amerikansk animerad film från 2021 i produktion av Walt Disney Animation Studios. Filmen är regisserad av Don Hall och Carlos López Estrada, med manus skrivet av Qui Nguyen och Adele Lim. Regissören Don Hall var tidigare med och tog emot Oscarvinsten för bästa animerade film för Big Hero 6.
Filmen hade premiär i Sverige den 5 mars 2021.

## Handling
I filmen får man följa en krigare vid namn Raya som letar efter världens sista drake i det mystiska landet Kumandra.

## Rollista (i urval)
| Figur           | Engelsk röst     | Svensk röst     |
| Raya            | Kelly Marie Tran | Ellen Bergström |
| Sisu            | Awkwafina        | Laila Adèle     |
| Boun            | Izaac Wang       | Axel Adelöw     |
| Namaari         | Gemma Chan       | Anna Isbäck     |
| Namaari som ung | Jona Xiao        | Anna Isbäck     |
| Hövding Benja   | Daniel Dae Kim   | Magnus Krepper  |
| Tong            | Benedict Wong    | Björn Bengtsson |
| Hövding Virana  | Sandra Oh        | Livia Millhagen |
| Lilla Noi       | Thalia Tran      | Adeline Chétail |
| Dang Hu         | Lucille Soong    | Anita Molander  |
| Tuk Tuk         | Alan Tudyk       | Bruno Magne     |